# 토머스 레트
토머스 레트(Thomas Rhett, 1990년 3월 30일 ~ )는 미국의 싱어송라이터이다.